# Elzo Durt
 (février 2015).
Si vous disposez d'ouvrages ou d'articles de référence ou si vous connaissez des sites web de qualité traitant du thème abordé ici, merci de compléter l'article en donnant les références utiles à sa vérifiabilité et en les liant à la section « Notes et références ».
Elzo Durt, né à Bruxelles en 1980, est un graphiste et illustrateur belge.

## Biographie
À 19 ans, il entame des études de graphisme à l'ERG (École de Recherche Graphique). Il en sort diplômé en 2003. C'est alors qu'il commence à envahir le paysage bruxellois de ses affiches aux allures punk-psychédéliques et aux couleurs très pop.
En 2004, il ouvre sa galerie - Plin' Tub - ainsi que sa maison d'édition du même nom. Deux occasions pour lui de défendre une certaine idée de la scène graphique contemporaine. Parallèlement, il gère l’identité graphique du Recyclart, haut lieu de la culture undergound bruxelloise. La galerie fermera ses portes en 2008. De 2005 à 2007, il occupe la place de directeur artistique du magazine belge gratuit, le Voxer.
À partir de là, tout s’enchaîne. En 2006, il réalise sa première pochette pour le label français, Born Bad (45t de Frustration, Cheveu, Magnetix). On compte parmi les pochettes réalisées par lui pour Born Bad : Magnetix, Jack of Heart, Mauvaise Graine, Bloody Belgium, Gaz Gaz, Ost Jean-Pierre Mirouze, Clothilde, La Femme, Francis Bebey, Deus ex Machina. Mais il réalise de nombreuses autres pochettes pour d’autres groupes, parmi eux, Thee Oh Sees, Le Prince Harry, Movie Star Junkies, Wall of Death, Pypy etc..
Son univers se décline également sur d’innombrables posters, affiches et flyers de concerts. Il a notamment réalisé en janvier 2014, l’affiche du spectacle de Stephan Eicher, mais également dans des publications comme le journal Le Monde dont il illustre parfois quelques articles,.
Il développe des visuels pour plusieurs marques de skateboards et de snowboards tels que Carhartt, Rome ou encore Flip, mais aussi pour des marques de vêtements comme Lacoste ou Step Art.
Depuis 2006, il multiplie les expositions de ses œuvres. Il a notamment fait en 2009, une tournée de tous les carhartt shops européens, marque pour laquelle il a créé une galerie de portraits, monstres pop sur fonds psychédéliques, plutôt reconnaissables[Interprétation personnelle ?].
Elzo Durt crée ses images essentiellement à partir de gravures des XVIIIe et XIXe siècles, qu’il découpe et colorise sur un logiciel informatique pour en faire des compositions. De ses débuts jusqu’en 2014, il les a imprimées en sérigraphie (pour la plupart au format 50 x 70 cm). Mais c’est désormais en impression Diasec (montage sur résine acrylique au rendu exceptionnel) et en grand format qu’il produit ses images. Il a utilisé cette technique d’impression pour la première fois lors de son exposition Deus ex Machina (septembre-novembre 2014), à la galerie 12 Mail à Paris. Pour l'occasion, il a sorti en collaboration avec Bord Bad, un 45 tours réunissant Cheveu, Violence conjugale et Pierre et Bastien.
Il lance en 2011, avec son ami parisien, Froos, le label Teenage Menopause Records. Ils ont, entre autres, sorti les disques de JC Satan, Scorpion Violente, le Prince Harry ou encore Jessica 93. Une occasion de plus pour lui de s’adonner à son exercice préféré : la pochette de disque, mais aussi d’organiser des concerts.